# PANOSE
El sistema PANOSE es un método para clasificar los tipos de letras (o mal llamadas fuentes) solo por sus características visuales. Fue desarrollado por Benjamin Bauermeister. 
PANOSE puede servir para identificar un tipo de letra desconocido, desde una imagen simple, o para comparar un tipo de letra con otro visualmente parecido.
El creador del método lo llamó PANOSE al dividir del alfabeto latino en seis grupos: 
- Grupo de letras con esquinas recta y partes redondas: (B, P, J, D, R).
- Grupo de letras con diagonales: (A, V, W, Z).
- Grupo de letras cuadradas: (H, K, M, N, X).
- Grupo de letras redondas: (C, G, O, Q).
- Grupo de letras semi-redondas: (S, U).
- Grupo de letras semi-cuadradas: (E, F, L, T, Y).

Tomando una letra representativa que pudiera junto con las otras conformar una palabra pronunciable.

## Historia
El PANOSE original fue creado en 1985 por Benjamin Bauermeister. En 1988, fue publicado por Van Nostrand Reinhold Company Inc. con el título Un Manual de Tipografía Comparativa: El Sistema PANOSE. La versión inicial se componía de siete categorías, estando basada en parámetros visuales subjetivos.
En 1990, se añadió la categoría Peso, y el Estilo de Brazo la se separó de Variación de Trazo, de esta manera el número de categorías se aumentó a nueve. Además el criterio de clasificación objetivo se adicionó en esta época.
En 1991, la categoría Clase de Familia fue añadida, completando la definición de PANOSE 1.0.
En 1992 hubo intentos para clasificar los tipos de letras, con la intención de permitir a las aplicaciones sugerir los tipos más similares.
PANOSE fue incorporado en una variedad de metadatos de fuentes digitales en 1992 por ElseWare Corporation. 
En 1993, fue presentado PANOSE 2.0.
En 1995 Hewlett Packard adquirió el sistema de clasificación, las bases de datos de referencia para comparación, los parámetros de clasificación, y la marca registrada; Hewlett Packard también adquirió a Infinifont, un motor de síntesis para tipos de letras, el cual tenía como base a PANOSE 2.0.

## Descripción
El sistema PANOSE está conformado por diez números hexadecimales, cada uno representa una característica, dependiendo de la clase de familia (primer dígito), los siguientes nueve dígitos puede representar diferentes características, para la clase de familia "Texto Latino" (número 2), los dígitos representan lo siguiente:
- El primer dígito representa la clase de familia.
- El segundo dígito representa el tipo de serifa, (adorno en los extremos).
- El tercer dígito representa el peso.
- El cuarto dígito representa la proporción.
- El quinto dígito representa el contraste.
- El sexto dígito representa la variación de trazo.
- El séptimo dígito representa el estilo de brazo.
- El octavo dígito representa la forma de la letra.
- El noveno dígito representa la línea media.
- El décimo dígito representa el peso-X.

### Ejemplo
Un ejemplo es el reconocido tipo de letra Times New Roman el cual según PANOSE tiene la siguiente descripción:
| Clase de familia   | 2 (Texto Latino)                                                |
| Estilo de Serifa   | 2 (Cove: conexión con el asta suavizada por trazos redondeados) |
| Peso               | 6 (Medio)                                                       |
| Proporción         | 3 (Moderno)                                                     |
| Contraste          | 5 (Medio - bajo )                                               |
| Variación de trazo | 4 (Transicional)                                                |
| Estilo de brazo    | 5 (Brazos rectos)                                               |
| Forma de letra     | 2 (Redonda)                                                     |
| Línea media        | 3 (Estándar)                                                    |
| Peso-X             | 4 (Extenso)                                                     |